# Chachimbiro
Le Chachimbiro est un stratovolcan d'Équateur.